# Brabantse Leemstreek
De Brabantse Leemstreek is het centrale gedeelte van de Leemstreken in België, begrensd in het oosten door Haspengouw (waterscheidingslijn tussen Dijle en Grote Gete, doorlopend tot Namen), in het zuiden door de Beneden-Samber en het Bekken van Charleroi, in het westen door de Henegouwse Leemstreek (Zennevallei en waterscheiding Zenne-Sennette) en het Centrumbekken en in het noorden door de lijn Brussel-Leuven-Tienen. 
De Brabantse Leemstreek is een plateau dat met de reliëfstreek Brabants Laagplateau overeenstemt en oploopt van 100 m in het noorden tot 200 m in het zuiden. Het is ten noorden van de lijn Zinnik-Nijvel-Ottignies sterk versneden door de Dijle, de Zenne en hun zijriviertjes. De bodem bestaat uit löss, overwegend rustend op eocene zanden van het Brusselien, terwijl de Dijle en de Zenne in de bovenloop hun vallei hebben uitgegraven tot in de paleozoïsche ondergrond van het Brabants Massief, zodat in hun bedding cambrische ontsluitingen van het Devillien voorkomen.